# Tersilochus montanus
Tersilochus montanus är en stekelart som först beskrevs av William Harris Ashmead 1890.  Tersilochus montanus ingår i släktet Tersilochus och familjen brokparasitsteklar. Inga underarter finns listade i Catalogue of Life.